# Johnny Bekaert
Pour les articles homonymes, voir Bekaert.
Johnny Bekaert, né le 21 mars 1949 à Courtrai (province de Flandre-Occidentale), est un graphiste, dessinateur, créateur de caractères belge.

## Biographie
Johnny Bekaert naît le 21 mars 1949 à Courtrai. Il suit les cours d'architecture d'intérieur à l'École des arts Saint-Luc à Gand. Il publie des dessins humoristiques dans Knack et Trends, magazines socio-politiques belges, dans Anti-Rouille Sud (F), Foert Pour (B), Urzica Rebus (Rom.), Brodolom (Yug.), De Standaard et De Standaard Magazine journal et magazine belges. En 1976, il reçoit le prix Nicolas Goujon.
Il travaille comme graphiste pour AGL (Arts Graphiques Lafitte) à Montpellier.
En 1984, il est cofondateur de Scritto, bureau graphique à Gand, qu'il quitte en 1995. Depuis il est graphiste indépendant. Ses créations sont publiées dans les magazines de design Novum (D) et Étapes Graphiques (F), ainsi que dans des recueils américains.
Depuis 2009, il est également coorganisateur et commissaire d'expositions graphiques, avec Michel Michiels, à la Maison de l'Image à Bruxelles : Bibendum & Co (mascottes) 2009, Tati and Friends (Hommage à Jacques Tati) 2010, Princess Europe (hommage au mythe d’Europe) 2010, Logo (Sigles) 2011, Bara and Friends (Hommage à Guy Bara) 2011, Super & co (Superhéros) 2012, Typo (Alphabets et typographie) 2013, Spirou Robbedoes (75 ans du personnage de BD) 2013, That’s All Folks ! (La fin de la Belgique) 2014, Fortuna (loterie et jeux du hasard) 2014, Pen Is Art (L’organe masculin) 2015, Breaking News (L’actualité) 2016, Boobs Art (Cancer du sein) 2017, Ever Meulen and Friends (Hommage à Ever Meulen) 2017, Foot (Football) 2018, The Brusseler (Hommage The NewYorker) 2020, Lucky Luke (75 jaar ans du personnage de BD) 2021, Music Graphics 1 (pochettes de disques) 2022, Music Graphics 2 (caricatures de musiciens) 2022 - seedfactory.be/maison-de-limage
En 2009, sept caractères de lettres (Blind Liddy, Cakewalk, Gasbangers, Plowboys, Theo & Phil, Zulma) sont édités dans A Homage to Typography.
En 2011, la totalité de ses dessins (2004-2012) est publiée en brésilien par Mito Design, Illustraçao Psicopata.
En 2012, 36 logos qu’il a créés sont repris dans Logos 1 - Bright Ideas in Logo Design from Around the World, recueil rédigé par l'autorité américaine du graphisme David E. Carter (en), Bright Books (USA)
En 2018, création du logo et la charte graphique de l’Université polytechnique Hauts-de-France.
En 2018, une exposition rétrospective et un catalogue de 256 pages montrent les 30 polices originales qu’il a créée entre 1972 et 2018 à la Maison de l’Image à Bruxelles 
En 2019 débute avec la maison d'édition Poespa Productions, axée sur le design, l'art et la littérature - johnnybekaert.be/poespa-index.html

## Œuvres
- 1993 Ingekaderd staat netjes [« Encadrée et propre sur soi »], portfolio de 7 sérigraphies
- 1994 Een gevoel van geborgenheid [« Un sentiment de sécurité »], portefolio de 10 sérigraphies
- 2005 Karamellosofie illustrations pour le recueil de poèmes humoristiques par Wim Bruynooghe, éditeur A3-boeken (Pays-Bas)
- 2006 Tisgodgeklaagd recueil de dessins et textes, PoespaProducties
- 2011 Psychopaté recueil de dessins, édition trilingue, PoespaProducties
- 2012 Illustraçao Psicopata, édition de tous ses dessins au Brésil, éditeur Mito Design - Brésil
- 2014 7 sprookjesgedichten [« 7 poèmes contes de fées »] illustrations pour 7 livrets avec des contes de fées contemporains par José Vandenbroucke
- 2016 De Schaduwen van de twijfel [« Les Ombres du doute »] de recueil d’aphorismes et textes, PoespaProducties
- 2016 Wat pruttelt er in mijn hersenpan [« Qu'est-ce qui mijote dans mon cerveau »] recueil d’aphorismes et textes, PoespaProducties
- 2018 Johnny Bekaert - Font Design, catalogue d'exposition, La Maison de l’Image, Bruxelles 256 p., éditeur seedfactory.be
- 2019 De (on)gerijmde werkelijkheid [« La réalité absurde »] illustrations pour un recueil de poèmes humoristiques de Wim Bruynooghe, éditeur Borgerhoff & Lamberigts (BE) https://borgerhoff-lamberigts.be/boeken/de-ongerijmde-werkelijkheid
- 2019 Johnny Bekaert - Design de Fonte édition Brésilienne de Johnny Bekaert - Font Design, Rio De Janeiro, Mito Editora - Brazilië www.mito.rio.br
- 2019 Tome 1 de l’étude Jean Ray illustré (FR-NL) (Ons Land, Captain Rupsy, Harry Dickson-1, Alfred Roloff) en collaboration avec Jean-Louis Étienne et Michel Oleffe
- 2019 Deel 2 de l’étude Jean Ray illustré (FR-NL) (Harry Dickson-2, La Croisière des ombres, Pulp magazines, Patria - De Dag) en collaboration avec Jean-Louis Étienne
- 2020 Deel 3 de l’étude Jean Ray illustré (FR-NL) (Bravo-1, Les Destructeurs du monde, Frits van den Berghe - Edmund Bell) en collaboration avec Jean-Louis Étienne
- 2022 (nl) Traduction du roman Malpertuis de Jean Ray en flamand, en collaboration avec André Verbrugghen, le spécialiste de Jean Ray

## Récompenses
- 1971 : prix de la Presse à Beringen ;
- 1976 :  prix Nicolas Goujon à Paris ;
- 1980 :  prix Quadragonodoro à Conegliano ;
- 1981 :  médaille de bronze à la International Biennale of Graphic Design à Brno ;
- 1982 :  Prezzo Il Vela à Pescara ;
- 2011 : Choice of the Jury dans Letterhead+Logo Design 12, Rockport Publishers Massachusetts - USA.

#### Livres
- (en) Peter King, 1000 greetings, Rockport Publishers Massachusetts, 2004  (ISBN 978-1592530212)
- (en) Laura McFadden, 1000 Handmade Greetings, Quarry Books, 2008  (ISBN 978-1616735319)
- (en) Pedro Guitton, A Homage to Typography, Index Book, 2009  (ISBN 978-8492643073)
- International Creators' Organization, Meishi - Graphic art gallery, Ed. Corporation Tokyo, 2009
- (en) Oxide Design co., Letterhead & Logodesign 12, 2011  (ISBN 978-1592537174)
- (en) David E. Carter (en), Logos 1, Bright Books, 2011
- (en) Eunkyung Ji, My Design Journey: Belgium, Ahn Graphics, South Korea, 2013

#### Articles
- G.B., « Le graphiste Johnny Bekaert dans seedfactory », Bruzz,‎ 21 novembre 2018 (lire en ligne, consulté le 19 mai 2024).
- (nl) Johnny Bekaert et Finn Audenaert (interviewés par Isabelle Plomteux), « Interview met Johnny Bekaert en Finn Audenaert over In Tenebris », Fantasize,‎ 27 juillet 2023 (lire en ligne, consulté le 19 mai 2024).